# Dactylorhiza katarana
Dactylorhiza katarana là một loài thực vật có hoa trong họ Lan. Loài này được H.Baumann mô tả khoa học đầu tiên năm 1983.